# Католицизм на Арубе

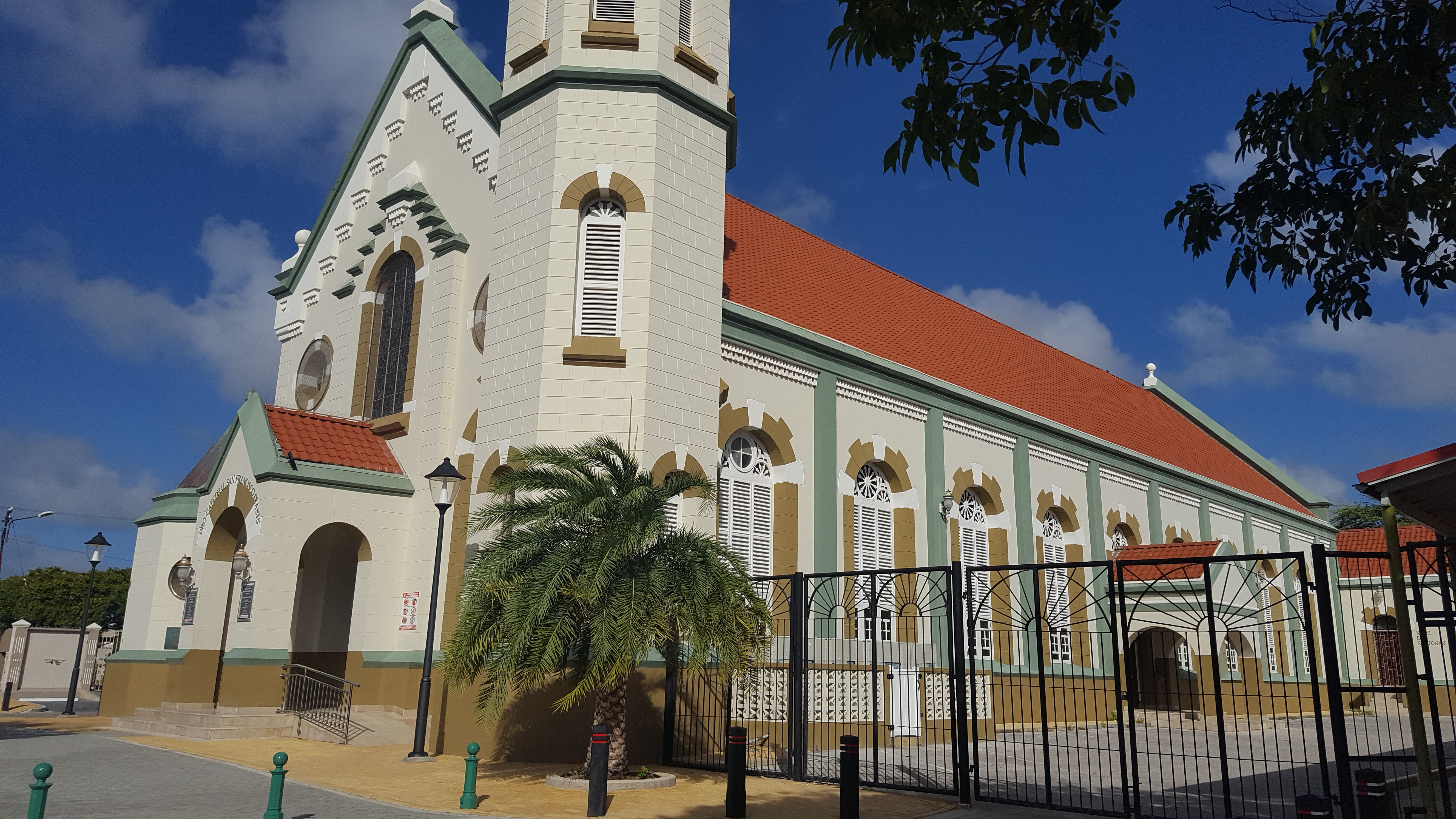
Церковь Святого Франциска

Католицизм на Арубе — часть всемирной католической церкви под духовным руководством Папы Римского и Римской курии.

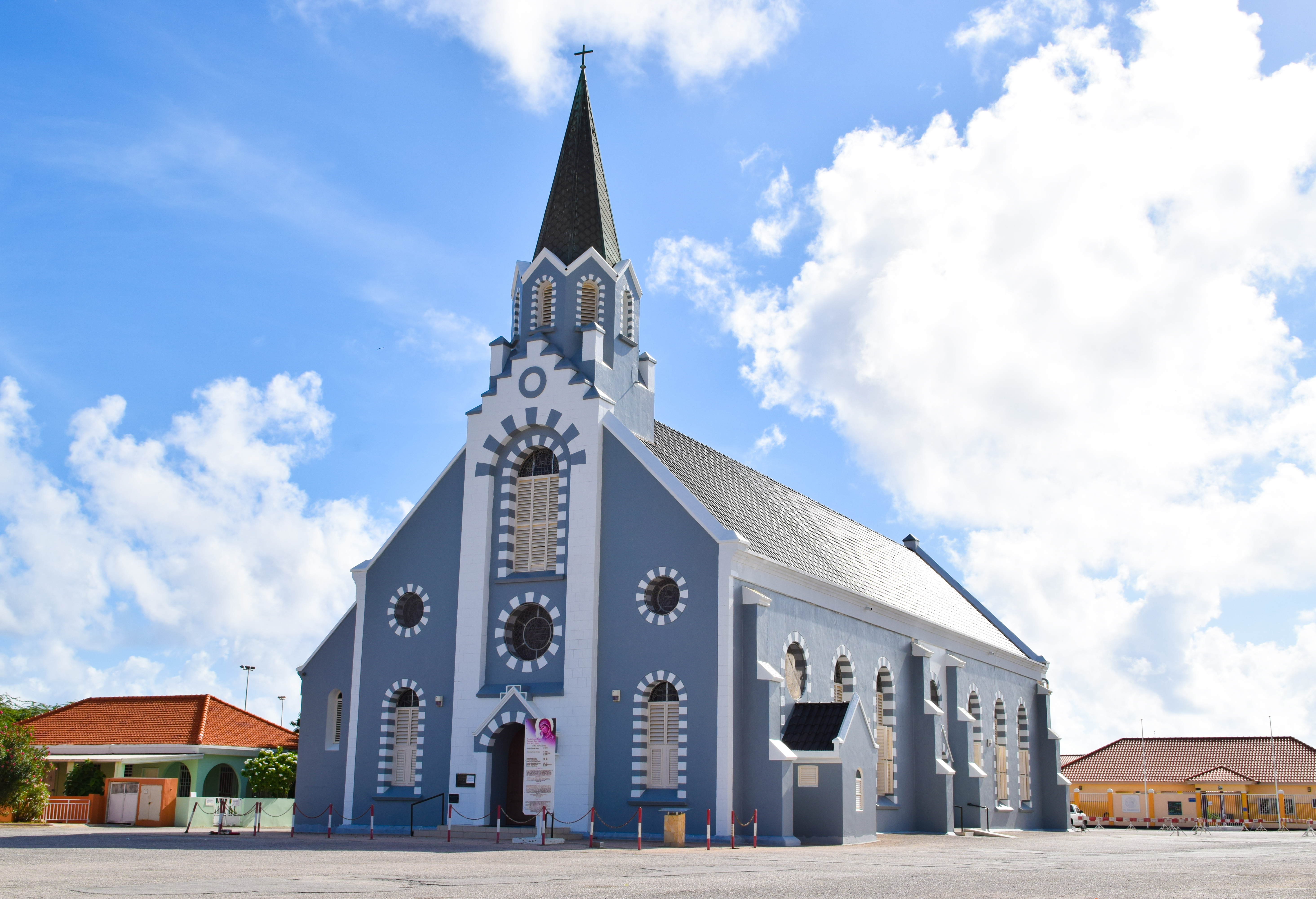
Церковь Святой Анны

В 2005 году на Арубе насчитывалось около 56 000 католиков, что составляет 80% от всего населения острова. Это делает католицизм самой распространённой религией Арубы. У католиков Арубы нет собственной епархии, он входит в епархию Виллемстада на Кюрасао, которая является частью церковной провинции Порт-оф-Спейн на Тринидаде и Тобаго.

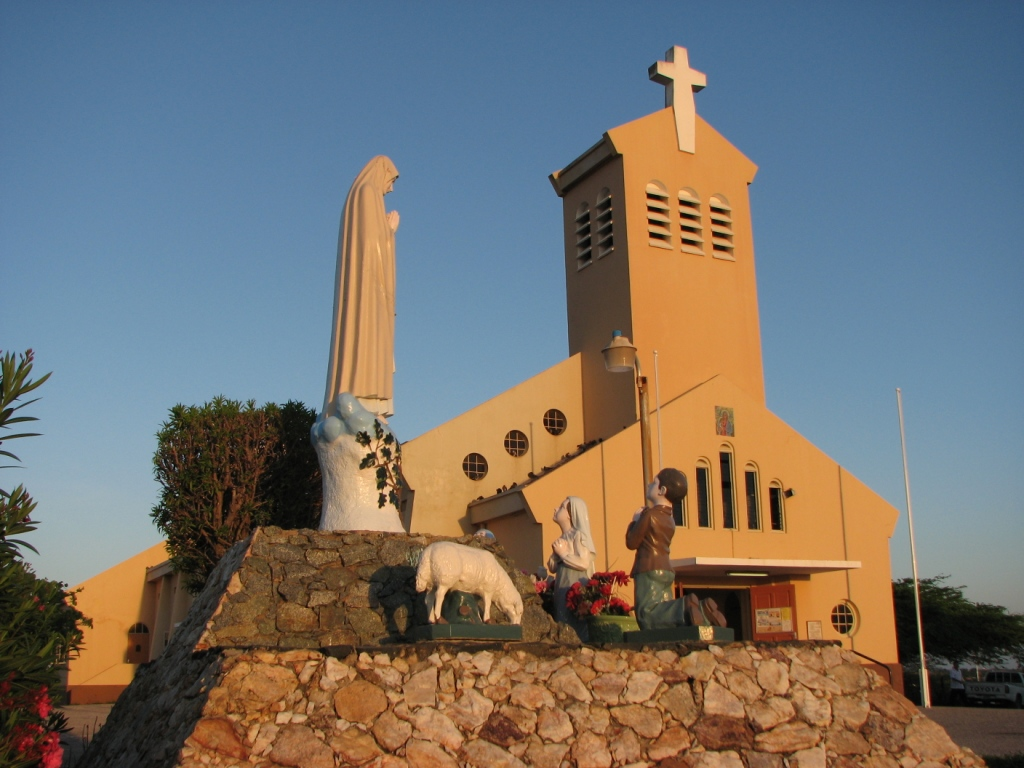
Церковь Святой Филомены

## Приходы и церкви
| Название на русском          | Название на нидерландском               | Город          | Год основания |
| ---------------------------- | --------------------------------------- | -------------- | ------------- |
| Церковь Святой Анны          | нидерл. Sint-Annakerk                   | Ноорд          | 1777          |
| Церковь Святого Франциска    | нидерл. Sint-Franciscuskerk             | Ораньестад     | 1813          |
| Церковь Святой Марии         | нидерл. Heilige-Mariakerk               | Санта-Крус     | 1852          |
| Церковь Святейшего Сердца    | нидерл. Heilige-Hartkerk                | Саванета       | 1900          |
| Церковь Святой Терезы        | нидерл. Sint-Theresakerk                | Синт-Николас   | 1929          |
| Церковь Святой Филомены      | нидерл. Sint-Filomenakerk               | Парадера       | 1949          |
| Церковь Христа Царя          | нидерл. Christus Koningkerk             | Бразиль        | 1955          |
| Церковь Фатимской Богоматери | нидерл. Onze-Lieve-Vrouw van Fatimakerk | Ораньестад     | 1959          |
| Церковь Иоанна Павла II      | нидерл. Paus Johannes Paulus II-kerk    | Танки-Леендерт | 2014          |

Также на острове расположено несколько часовен: Alto Vistakapel и Kapel van Bethanië в Северном, Emmanuelkapel в Сан-Николас, Christo Sufrientekapel в Мадики и Santa Famiakapel в Пос Чикито.

## Администрация

### Церковные провинции
- Архиепархия Порт-оф-Спейна
  - Епархия Виллемстада
    - Католическая Церковь Арубы

### Епископ
Епископом Виллемстада является Луиджи Секко. Он член Конференции епископов Антильских островов, которую возглавляет Патрик Кристофер Пиндер, архиепископ Нассау (Багамские острова). Кроме того, епископ член Латиноамериканского епископального совета (исп. Consejo Episcopal Latinoamericano).

### Нунций
На Арубе нет апостольского нунция (дипломатического представителя Папы Римского). На Арубе Папу Римского представляет Апостольский делегат Антильских островов, который находится в Порт-оф-Спейне, Тринидад и Тобаго. В 2018 году апостольский делегат был на Арубе и пригласил премьер-министра на аудиенцию с Папой Франциском в 2019 году.